# F.C. Como Women 2023-2024
Questa voce raccoglie le informazioni riguardanti l'F.C. Como Women nelle competizioni ufficiali della stagione 2023-2024.

## Stagione
Quella del 2023-24 è stata la seconda stagione consecutiva del Como in Serie A femminile. La guida tecnica era stata affidata a Marco Bruzzano, già vice-allenatore nelle precedenti due stagioni, dopo che Sebastián de la Fuente aveva lasciato il club al termine della passata stagione. Coi suoi 30 anni, Bruzzano era l'allenatore più giovane tra i club professionistici italiani.
In campionato la squadra ha conquistato quattro vittorie nelle prime sei giornate, arrivando al terzo posto in classifica, mantenuto alla quinta e alla sesta giornata. Dopo aver concluso al quinto posto il girone d'andata, un calo di prestazioni nel girone di ritorno portò la squadra al settimo posto al termine della stagione regolare. Alla vigilia della terza giornata della poule salvezza, dopo una serie di risultati negativi, l'allenatore Marco Bruzzano è stato esonerato dall'incarico e il suo posto è stato affidato a Stefano Maccoppi fino al termine della stagione. Il campionato è stato concluso al settimo posto, secondo posto nella poule salvezza, con 32 punti conquistati, frutto di 9 vittorie, 5 pareggi e 12 sconfitte. In Coppa Italia la squadra è stata eliminata alla prima partita agli ottavi di finale, dopo aver perso per 6-3 contro il Napoli.
Il 4 marzo 2024 è stato ufficializzato che il gruppo statunitense Mercury/13 aveva acquisito la proprietà del F.C. Como Women, prima società calcistica europea ad entrare a far parte del gruppo.

## Organigramma societario
Di seguito l'organigramma societario, come da sito del club.
Area direttiva
- Presidente: Stefano Verga
- Presidente onorario: Ettore Demolli
- Vice presidente: Christian Larghi
- Direttore generale: Miro Keci
- Assistente operativo: Roberto Zambon
- Consigliere: Simone Verga, Manuela Colombo
- Direttore amministrazione e contabilità: Massimo Saverino

Area tecnica
- Direttore sportivo: Paolo Gobba
- Team Manager: Roberto Zambon
- Allenatore: Marco Bruzzano, poi Stefano Maccoppi[10]
- Allenatore in seconda: Vincenzo Saladino
- Preparatore atletico: Giorgia Derosa
- Preparatore dei portieri: Antonio Asile
- Match Analyst: Leonardo Capristo

Area sanitaria
- Medico sociale: Biagio Santoro
- Medico prima squadra: Massimiliano Marchese
- Fisioterapisti: Francesco Manzoni, Edoardo Lionetti, Nicole Mapelli

## Rosa
Rosa e numeri aggiornati al 27 gennaio 2024 come da sito ufficiale.
| N. |                       | Ruolo | Calciatrice              |
| -- | --------------------- | ----- | ------------------------ |
| 1  | Italia (bandiera)     | P     | Astrid Gilardi           |
| 2  | Malta (bandiera)      | D     | Emma Lipman              |
| 3  | Italia (bandiera)     | D     | Martina Zanoli           |
| 4  | Italia (bandiera)     | D     | Carlotta Masu            |
| 4  | Italia (bandiera)     | A     | Andrea Gaia Colombo      |
| 5  | Italia (bandiera)     | C     | Lucia Pastrenge          |
| 6  | Norvegia (bandiera)   | C     | Mina Schaathun Bergersen |
| 7  | Italia (bandiera)     | A     | Nicole Arcangeli         |
| 8  | Slovacchia (bandiera) | C     | Dominika Škorvánková     |
| 9  | Italia (bandiera)     | A     | Melania Martinovic       |
| 10 | Ungheria (bandiera)   | A     | Zsanett Kaján            |
| 11 | Finlandia (bandiera)  | A     | Oona Sevenius            |
| 12 | Slovacchia (bandiera) | P     | Mária Korenčiová         |
| 13 | Italia (bandiera)     | D     | Ambra Liva               |

| N. |                        | Ruolo | Calciatrice              |
| -- | ---------------------- | ----- | ------------------------ |
| 14 | Italia (bandiera)      | D     | Chiara Cecotti           |
| 15 | Italia (bandiera)      | D     | Chiara Bianchi           |
| 16 | Svezia (bandiera)      | C     | Julia Karlernäs          |
| 18 | Albania (bandiera)     | C     | Alma Hilaj               |
| 19 | Italia (bandiera)      | A     | Greta Di Luzio           |
| 20 | Lituania (bandiera)    | C     | Liucija Vaitukaitytė     |
| 21 | Italia (bandiera)      | C     | Miriam Picchi            |
| 22 | Danimarca (bandiera)   | D     | Matilde Lundorf          |
| 23 | Italia (bandiera)      | C     | Alice Regazzoli          |
| 24 | Italia (bandiera)      | D     | Giulia Rizzon (capitano) |
| 26 | Italia (bandiera)      | A     | Sara Baldi               |
| 27 | Italia (bandiera)      | A     | Margherita Monnecchi     |
| 30 | Malta (bandiera)       | P     | Maya Cachia              |
| 73 | Inghilterra (bandiera) | D     | Danielle Cox             |

## Calciomercato

### Sessione estiva
| Acquisti | Acquisti                 | Acquisti    | Acquisti   |
| R.       | Nome                     | da          | Modalità   |
| -------- | ------------------------ | ----------- | ---------- |
| P        | Maya Cachia              | Venezia     | definitivo |
| P        | Astrid Gilardi           | Inter       | prestito   |
| D        | Danielle Cox             | Parma       | definitivo |
| D        | Matilde Lundorf          | HB Køge     | definitivo |
| D        | Carlotta Masu            | Cittadella  | definitivo |
| C        | Lucia Pastrenge          | Inter       | prestito   |
| C        | Alice Regazzoli          | Inter       | prestito   |
| C        | Mina Schaathun Bergersen | Roma        | prestito   |
| C        | Dominika Škorvánková     | Montpellier | definitivo |
| C        | Liucija Vaitukaitytė     | Parma       | definitivo |
| A        | Nicole Arcangeli         | Juventus    | prestito   |
| A        | Sara Baldi               | Fiorentina  | prestito   |
| A        | Margherita Monnecchi     | Fiorentina  | prestito   |
| A        | Melania Martinovic       | Parma       | definitivo |
| A        | Oona Sevenius            | Milan       | prestito   |

| Cessioni | Cessioni            | Cessioni      | Cessioni      |
| R.       | Nome                | a             | Modalità      |
| -------- | ------------------- | ------------- | ------------- |
| P        | Beatrice Beretta    | Juventus      | fine prestito |
| D        | Joyce Borini        | Sion          | definitivo    |
| D        | Malin Johnsen Brenn | Linköping     | definitivo    |
| D        | Dar"ja Kravec'      |               | svincolata    |
| D        | Marta Vergani       | Real Meda     | definitivo    |
| D        | Martina Zanoli      | Fiorentina    | fine prestito |
| C        | Vivien Beil         | Parma         | definitivo    |
| C        | Federica Cavicchia  | Academy Pavia | definitivo    |
| C        | Aurora Pantano      | Parma         | definitivo    |
| A        | Chiara Beccari      | Juventus      | fine prestito |
| A        | Elisa Carravetta    | OH Lovanio    | definitivo    |
| A        | Vlada Kubassova     | Flora Tallinn | definitivo    |
| A        | Camilla Linberg     | Rosenborg     | definitivo    |
| A        | Matilde Pavan       | Inter         | fine prestito |
| A        | Alison Rigaglia     | Genoa         | definitivo    |
| A        | Nina Stapelfeldt    | Brescia       | definitivo    |

### Sessione invernale
| Acquisti | Acquisti       | Acquisti   | Acquisti |
| R.       | Nome           | da         | Modalità |
| -------- | -------------- | ---------- | -------- |
| D        | Martina Zanoli | Fiorentina | prestito |
| A        | Zsanett Kaján  | Fiorentina | prestito |

| Cessioni | Cessioni         | Cessioni   | Cessioni      |
| R.       | Nome             | a          | Modalità      |
| -------- | ---------------- | ---------- | ------------- |
| D        | Carlotta Masu    | Parma      | prestito      |
| A        | Nicole Arcangeli | Juventus   | fine prestito |
| A        | Sara Baldi       | Fiorentina | fine prestito |
| A        | Greta Di Luzio   | Parma      | prestito      |

## Risultati

### Serie A

#### Prima fase

##### Girone di andata
| Arbitro: | Gasperotti (Rovereto) |

|                            |           |               |
| Monnecchi 31’ Sevenius 59’ | Marcatori | 70’ del Estal |

| Arbitro: | Totaro (Lecce) |

|                                                   |           |                |
| Kumagai 4’ Giacinti 56’ Tomaselli 88’ Viens 90+3’ | Marcatori | 90’ Martinovic |

| Arbitro: | Manedo Mazzoni (Prato) |

|              |           |                              |
| Giordano 75’ | Marcatori | 2’ Karlernäs 15’ Škorvánková |

| Seregno 14 ottobre 2023, ore 18:00 CEST 4ª giornata | Como             | 0 – 0 referto referto 2 | Milan | Stadio Ferruccio\| Arbitro: \| Diop (Treviglio) \| |
| Arbitro:                                            | Diop (Treviglio) |                         |       |                                                    |

| Arbitro: | Zoppi (Firenze) |

|              |           |                                   |
| Zamanian 67’ | Marcatori | 19’ Škorvánková 90+1’ (aut.) Orsi |

| Arbitro: | Ubaldi (Roma 1) |

|                        |           |                       |
| Picchi 8’ Sevenius 70’ | Marcatori | 46’ (rig.) Bonfantini |

| Arbitro: | Calzavara (Varese) |

|  |           |                                    |
|  | Marcatori | 17’ Salvai 63’ Caruso 90+4’ Thomas |

| Arbitro: | Pacella (Roma 2) |

|                                        |           |  |
| Boquete 48’ (rig.) Longo 75’ Kaján 78’ | Marcatori |  |

| Seregno 25 novembre 2023, ore 12:30 CET 9ª giornata | Como              | 0 – 0 referto referto 2 | Pomigliano | Stadio Ferruccio\| Arbitro: \| Cavaliere (Paola) \| |
| Arbitro:                                            | Cavaliere (Paola) |                         |            |                                                     |

##### Girone di ritorno
| Cercola 10 dicembre 2023, ore 15:00 CET 10ª giornata | Napoli           | 0 – 0 referto referto 2 | Como | Stadio comunale Giuseppe Piccolo\| Arbitro: \| Galipò (Firenze) \| |
| Arbitro:                                             | Galipò (Firenze) |                         |      |                                                                    |

| Arbitro: | Nigro (Prato) |

|                            |           |                                                |
| Škorvánková 35’ Picchi 56’ | Marcatori | 53’ (rig.), 62’ (rig.) Linari 59’ Di Guglielmo |

| Arbitro: | Cappai (Cagliari) |

|  |           |             |
|  | Marcatori | 8’ Schatzer |

| Arbitro: | Gandino (Alessandria) |

|                                  |           |                                  |
| Stašková 12’, 62’ Mascarello 43’ | Marcatori | 79’ Škorvánková 90+4’ Martinovic |

| Arbitro: | Mazzoni (Prato) |

|  |           |              |
|  | Marcatori | 84’ Clelland |

| Arbitro: | Iacobellis (Pisa) |

|                                 |           |                              |
| Magull 27’ (rig.) Cambiaghi 49’ | Marcatori | 31’, 47’ Kaján 71’ Karlernäs |

| Arbitro: | Catanzaro (Catanzaro) |

|                                                     |           |  |
| Garbino 16’ Girelli 33’, 50’ Boattin 56’ Thomas 85’ | Marcatori |  |

| Arbitro: | Iannello (Messina) |

|  |           |             |
|  | Marcatori | 72’ Boquete |

| Arbitro: | Pezzopane (L'Aquila) |

|                                        |           |                                                   |
| Ippólito 9’ Apicella 18’ Arcangeli 69’ | Marcatori | 58’, 90+5’ Martinovic 60’ Rizzon 63’ (rig.) Kaján |

#### Poule salvezza

##### Girone di andata
| Arbitro: | Nigro (Prato) |

|                       |           |               |
| Pettenuzzo 49’ (aut.) | Marcatori | 69’ del Estal |

| Arbitro: | Restaldo (Ivrea) |

|                     |           |  |
| V. Della Peruta 11’ | Marcatori |  |

| Arbitro: | Angelillo (Nola) |

|               |           |                                          |
| Karlernäs 27’ | Marcatori | 5’ Dompig 55’ Vigilucci 76’, 78’ Laurent |

| Arbitro: | Restaldo (Ivrea) |

|               |           |                   |
| Arcangeli 18’ | Marcatori | 16’, 68’ Sevenius |

| 20-21 aprile 2024 5ª giornata |  | – Turno di riposo |  |  |

##### Girone di ritorno
| Arbitro: | Ceriello (Chiari) |

|             |           |                |
| Banusic 79’ | Marcatori | 45’ Martinovic |

| Arbitro: | Poli (Verona) |

|                                     |           |           |
| Kaján 17’ (rig.) Karlernäs 46’, 69’ | Marcatori | 47’ Baldi |

| Arbitro: | Burlando (Genova) |

|            |           |  |
| Soffia 27’ | Marcatori |  |

| Arbitro: | Iacobellis (Pisa) |

|                              |           |  |
| Martinovic 53’ Karlernäs 67’ | Marcatori |  |

| 18-19 maggio 2024 10ª giornata |  | – Turno di riposo |  |  |

### Coppa Italia
| Arbitro: | Aldi (Lanciano) |

|                                                                                |           |                                                        |
| Lázaro 30’ Chmielinski 45’ Banusic 60’ (rig.), 79’ del Estal 72’ Corelli 90+1’ | Marcatori | 7’ Arcangeli 18’ (rig.) Martinovic 68’ (rig.) Sevenius |

## Statistiche

### Statistiche di squadra
| Competizione | Punti | In casa | In casa | In casa | In casa | In casa | In casa | In trasferta | In trasferta | In trasferta | In trasferta | In trasferta | In trasferta | Totale | Totale | Totale | Totale | Totale | Totale | DR  |
| Competizione | Punti | G       | V       | N       | P       | Gf      | Gs      | G            | V            | N            | P            | Gf           | Gs           | G      | V      | N      | P      | Gf     | Gs     | DR  |
| ------------ | ----- | ------- | ------- | ------- | ------- | ------- | ------- | ------------ | ------------ | ------------ | ------------ | ------------ | ------------ | ------ | ------ | ------ | ------ | ------ | ------ | --- |
| Serie A      | 32    | 13      | 4       | 3       | 6       | 13      | 17      | 13           | 5            | 2            | 6            | 17           | 26           | 26     | 9      | 5      | 12     | 30     | 43     | -13 |
| Coppa Italia | -     | 0       | 0       | 0       | 0       | 0       | 0       | 1            | 0            | 0            | 1            | 3            | 6            | 1      | 0      | 0      | 1      | 3      | 6      | -3  |
| Totale       | -     | 13      | 4       | 3       | 6       | 13      | 17      | 14           | 5            | 2            | 7            | 20           | 32           | 27     | 9      | 5      | 13     | 33     | 49     | -16 |

### Andamento in campionato
| Giornata  | 1 | 2 | 3 | 4 | 5 | 6 | 7 | 8 | 9 | 10 | 11 | 12 | 13 | 14 | 15 | 16 | 17 | 18 | 19 | 20 | 21 | 22 | 23 | 24 | 25 | 26 | 27 | 28 |
| --------- | - | - | - | - | - | - | - | - | - | -- | -- | -- | -- | -- | -- | -- | -- | -- | -- | -- | -- | -- | -- | -- | -- | -- | -- | -- |
| Luogo     | C | T | T | C | T | C | C | T | C | T  | C  | C  | T  | C  | T  | T  | C  | T  | C  | T  | C  | T  | R  | T  | C  | T  | C  | R  |
| Risultato | V | P | V | N | V | V | P | P | N | N  | P  | P  | N  | P  | V  | P  | P  | V  | N  | P  | P  | V  | -  | N  | V  | P  | V  | -  |
| Posizione | 1 | 5 | 5 | 4 | 3 | 3 | 4 | 4 | 5 | 5  | 5  | 5  | 5  | 6  | 6  | 6  | 6  | 7  | 6  | 8  | 8  | 7  | 7  | 7  | 7  | 7  | 7  | 7  |

Legenda:

Luogo: C = Casa; T = Trasferta. Risultato: V = Vittoria; N = Pareggio; P = Sconfitta.

### Statistiche delle giocatrici
| Giocatore              | Serie A  | Serie A | Serie A     | Serie A    | Coppa Italia | Coppa Italia | Coppa Italia | Coppa Italia | Totale   | Totale | Totale      | Totale     |
| Giocatore              | Presenze | Reti    | Ammonizioni | Espulsioni | Presenze     | Reti         | Ammonizioni  | Espulsioni   | Presenze | Reti   | Ammonizioni | Espulsioni |
| ---------------------- | -------- | ------- | ----------- | ---------- | ------------ | ------------ | ------------ | ------------ | -------- | ------ | ----------- | ---------- |
| N. Arcangeli           | 11       | 0       | 1           | 0          | 1            | 1            | 0            | 0            | 12       | 1      | 1           | 0          |
| S. Baldi               | 11       | 0       | 0           | 0          | 1            | 0            | 0            | 0            | 12       | 0      | 0           | 0          |
| C. Bianchi             | 2        | 0       | 0           | 0          | -            | -            | -            | -            | 2        | 0      | 0           | 0          |
| M. Cachia              | -        | -       | -           | -          | -            | -            | -            | -            | -        | -      | -           | -          |
| C. Cecotti             | 14       | 0       | 2           | 0          | -            | -            | -            | -            | 14       | 0      | 2           | 0          |
| A. Colombo             | 2        | 0       | 0           | 0          | -            | -            | -            | -            | 2        | 0      | 0           | 0          |
| D. Cox                 | 19       | 0       | 1           | 0          | 1            | 0            | 0            | 0            | 20       | 0      | 1           | 0          |
| G. Di Luzio            | 1        | 0       | 0           | 0          | -            | -            | -            | -            | 1        | 0      | 0           | 0          |
| A. Gilardi             | 6        | -7      | 0           | 0          | 1            | -6           | 0            | 0            | 7        | -13    | 0           | 0          |
| A. Hilaj               | 25       | 0       | 7           | 0          | 1            | 0            | 0            | 0            | 26       | 0      | 7           | 0          |
| Z. Kaján               | 11       | 4       | 0           | 0          | -            | -            | -            | -            | 11       | 4      | 0           | 0          |
| J. Karlernäs           | 25       | 6       | 4           | 0          | -            | -            | -            | -            | 25       | 6      | 4           | 0          |
| M. Korenčiová          | 20       | -37     | 1           | 0          | -            | -            | -            | -            | 20       | -37    | 1           | 0          |
| E. Lipman              | 15       | 0       | 3           | 0          | 1            | 0            | 0            | 0            | 16       | 0      | 3           | 0          |
| A. Liva                | 0        | 0       | 0           | 0          | -            | -            | -            | -            | 0        | 0      | 0           | 0          |
| M. Lundorf             | 24       | 0       | 1           | 0          | -            | -            | -            | -            | 24       | 0      | 1           | 0          |
| M. Martinovic          | 24       | 6       | 2           | 0          | 1            | 1            | 0            | 0            | 25       | 7      | 2           | 0          |
| C. Masu                | 1        | 0       | 0           | 0          | 1            | 0            | 0            | 0            | 2        | 0      | 0           | 0          |
| M. Monnecchi           | 25       | 1       | 0           | 0          | -            | -            | -            | -            | 25       | 1      | 0           | 0          |
| L. Pastrenge           | 18       | 0       | 2           | 0          | 1            | 0            | 0            | 0            | 19       | 0      | 2           | 0          |
| M. Picchi              | 20       | 2       | 1           | 0          | 1            | 0            | 0            | 0            | 21       | 2      | 1           | 0          |
| A. Regazzoli           | 5        | 0       | 1           | 0          | -            | -            | -            | -            | 5        | 0      | 1           | 0          |
| G. Rizzon              | 23       | 1       | 2           | 0          | 1            | 0            | 0            | 0            | 24       | 1      | 2           | 0          |
| M. Schaathun Bergersen | 23       | 0       | 1           | 0          | 1            | 0            | 0            | 0            | 24       | 0      | 1           | 0          |
| O. Sevenius            | 24       | 4       | 0           | 0          | 1            | 1            | 0            | 0            | 25       | 5      | 0           | 0          |
| D. Škorvánková         | 21       | 4       | 4           | 0          | -            | -            | -            | -            | 21       | 4      | 4           | 0          |
| L. Vaitukaitytė        | 24       | 0       | 4           | 0          | -            | -            | -            | -            | 24       | 0      | 4           | 0          |
| M. Zanoli              | 11       | 0       | 4           | 0          | -            | -            | -            | -            | 11       | 0      | 4           | 0          |